# ATT PC 6300
ATT PC 6300 (PC 6300) је професионални рачунар фирме ATT који је почео да се производи у САД током 1984. године.
Користио је Intel 8086 микропроцесорску јединицу а RAM меморија рачунара је имала капацитет од 128 kb или 256 , прошириво до 640 kb. 
Као оперативни систем кориштен је MS-DOS 2.11.

## Детаљни подаци
Детаљнији подаци о рачунару PC 6300 су дати у табели испод.
|                       |                                                             |
| 6300                  |                                                             |
| Произвођач            |                                                             |
| Тип                   | професионални рачунар                                       |
| Меморија              | 128 или 256 , прошириво до 640                              |
| Поријекло             | Сједињене Америчке Државе                                   |
| Година                | 1984                                                        |
| Тастатура             | тастатура, функцијски тастери, одвојена нумеричка тастатура |
| Процесор              | 8086                                                        |
| Фреквенција процесора | 8                                                           |
| RAM                   | 128 или 256 , прошириво до 640                              |
| ROM                   | 16                                                          |
| Текст                 | 40 x 25, 80 x 25                                            |
| Графика               | 640 x 400 - 640 x 200 - 320 x 200                           |
| Боја                  | 16                                                          |
| Звук                  | мали звучник                                                |
| Димензије             | 38 (ширина) x 37 (дубина) x 16 (висина) / 14                |
| Портови               |                                                             |
| Оперативни систем     |                                                             |